# Bulbophyllum yoksunense
Bulbophyllum yoksunense là một loài phong lan thuộc chi Bulbophyllum.